# Giuseppe Bigogno
Giuseppe Bigogno (ur. 22 lipca 1909 w Albizzate, zm. 22 czerwca 1977 we Florencji) włoski piłkarz i trener piłkarski.
Bigogno w latach 1925-1942 grał w Legnano, ACF Fiorentina i Genoa CFC.
W latach 1946–1949 trenował A.C. Milan, a w latach 1958-1959 - Inter Mediolan.